# Charles Willson Peale
Charles Willson Peale (Chestertown, 15 aprile 1741 – Filadelfia, 22 febbraio 1827) è stato un pittore e orologiaio statunitense.
Nella sua vita, prima di scoprire la pittura, fu anche soldato e naturalista e svolse una infinità di attività.

## Biografia
Terminate le scuole elementari lavora per un sellaio e raggiunta la maggiore età apre un negozio di selle, ma la sua appartenenza all'organizzazione dei Sons of Liberty lo portò ad inimicarsi i Loyalist e fallì. Poi fu orafo ed in seguito orologiaio. Nel 1760 si trasferisce a Filadelfia e nel 1762 sposa Rachel Brewer (1744-1790) ed insieme avranno dieci figli. È durante il soggiorno nella città della Pennsylvania che apprende le prime nozioni di pittura dal ritrattista John Hesselius e nel 1765 trasferitosi a Boston da John Singleton Copley (1738-1815). Nel 1767 si trasferisce a Londra dove frequenta lo studio Benjamin West divenendo il primo allievo americano di West. Qui impara una pittura molto verista, cruda e povera di immaginazione.
Tornato dopo due anni ad Annapolis Maryland qui insegnerà la pittura a suo fratello James il quale anche lui diverrà un noto pittore. Preso dal suo interesse per il nascente orgoglio americano per l'indipendenza, nel 1776 si trasferisce definitivamente a Filadelfia che dagli indipendentisti era considerata la capitale. Partecipa alla Guerra d'indipendenza americana e partecipa a molte battaglie raggiungendo il grado di Capitano nel 1777. Diventa membro della Convenzione di Filadelfia e della Legislatura di Pennsylvania.
Terminato il periodo politico si dedica quasi totalmente alla pittura ed al altro suo grande amore: gli studi della Storia Naturale. Questi suoi interessi lo portano ad aprire a Fildadelfia un museo aperto al pubblico, il "Philadelphia Museum", che poi verrà denominato "Peale Museum" e le cui collezioni - soprattutto i ritratti dello stesso Peale e lo scheletro di un mastodonte - saranno poi trasferite a Baltimora. Per questo museo realizza circa duecentocinquanta quadri soprattutto ritratti di personalità americane come Thomas Jefferson, Alexander Hamilton, ma senza dubbio la sua fama è legata ai ritratti di George Washington. Il suo primo rittrato a Washington fu in una seduta nel 1772 poi fece altre sei sedute e così da questi sette modelli realizzò circa sessanta ritratti di Washington, tra i quali si segnala il George Washington at Princeton del 1779, di cui una delle repliche realizzate negli anni immediatamente successivi - sempre ad opera di Peale - venne venduta nel 2005 per la cifra di 21.300.000 $.
Nel 1791 si risposa per la seconda volta con Elizabeth de Peyster dalla quale avrà altri sei figli. Alla morte di questa nel 1804 si risposa di nuovo con una quacchera Hannah More, con la quale crescerà i figli avuti dal precedente matrimonio. Oltre alla eredità artistica propria, Peale lascia infatti una tradizione di altri noti artisti oltre al fratello. Nella sua discendenza si contano almeno venti pittori di cui ricordiamo il figlio Rembrandt e il nipote Raphaelle. Nel 1801 organizza la prima spedizione scientifica statunitense. Nel 1805 è tra i fondatori della Pennsylvania Academy of Fine Arts.
Fu iniziato in Massoneria negli anni 1770-1780 nella loggia di Rito scozzese antico ed accettato “Williamsburg” nº 6, appartenente alla Gran Loggia di Virginia, divenne maestro negli anni 1800-1810.

## Galleria fotografica delle opere

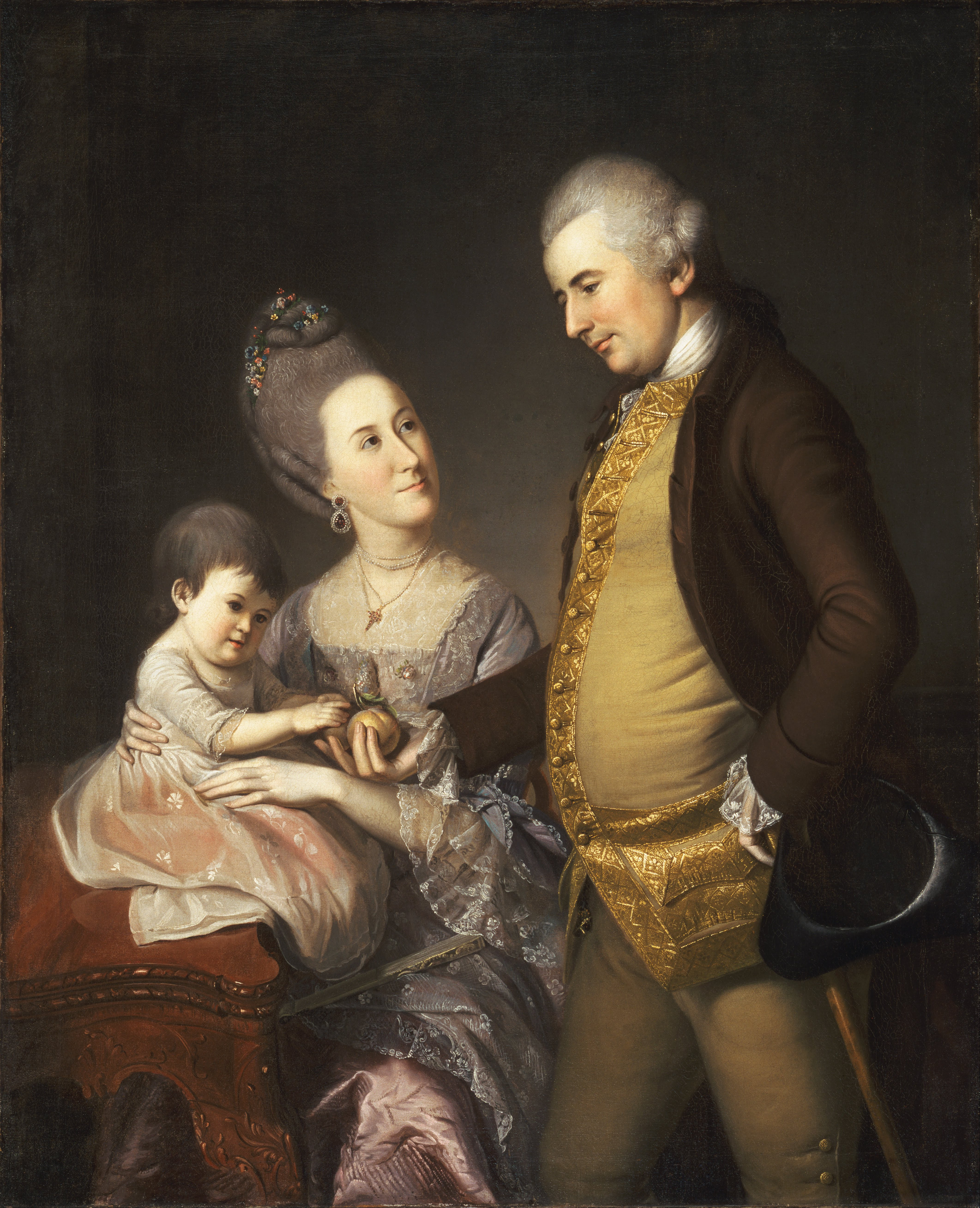
Ritratto di John ed Elizabeth Lloyd Caldwater (1772)
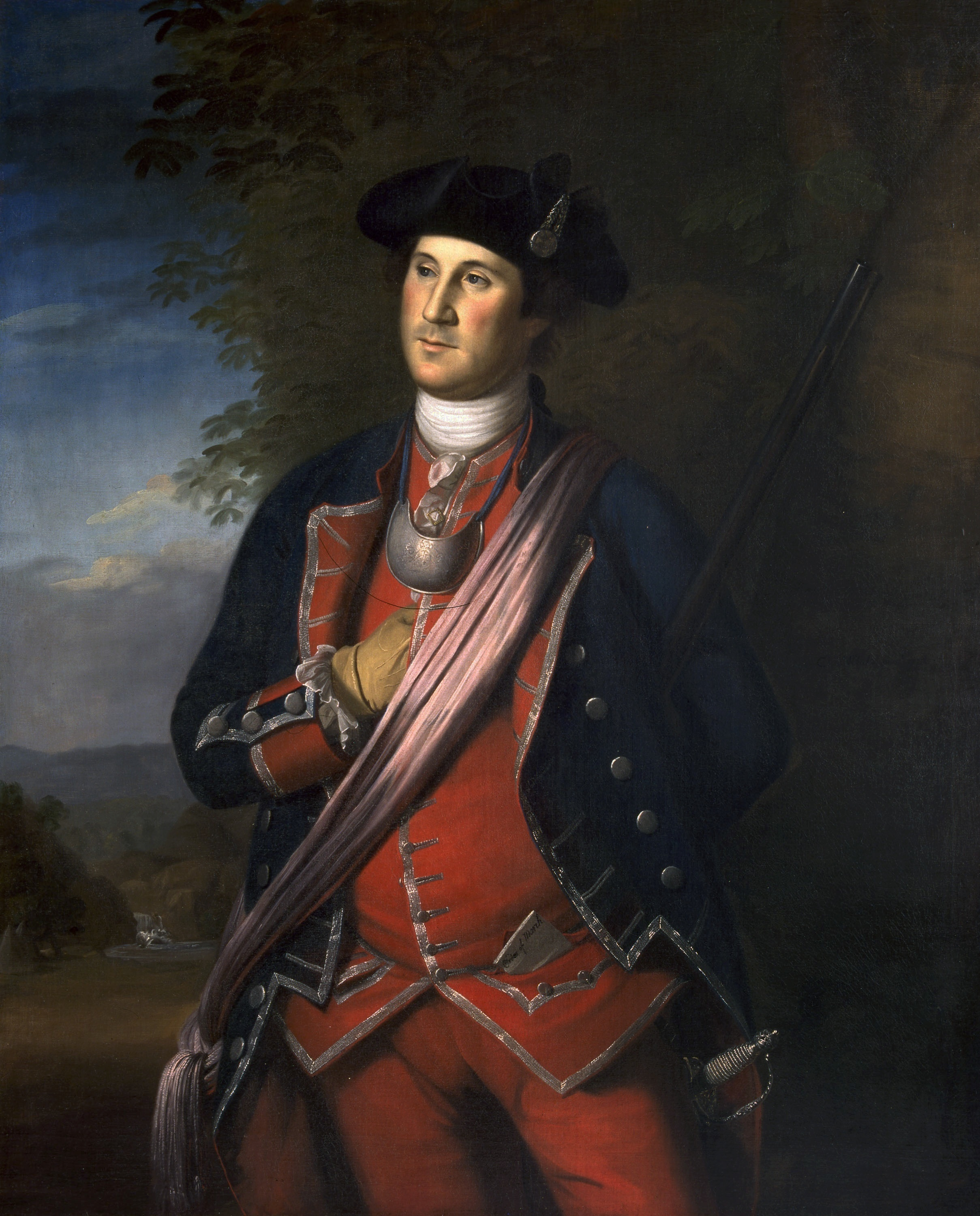
George Washington in uniforme, come colonnello del Primo Reggimento Virginia (1772)
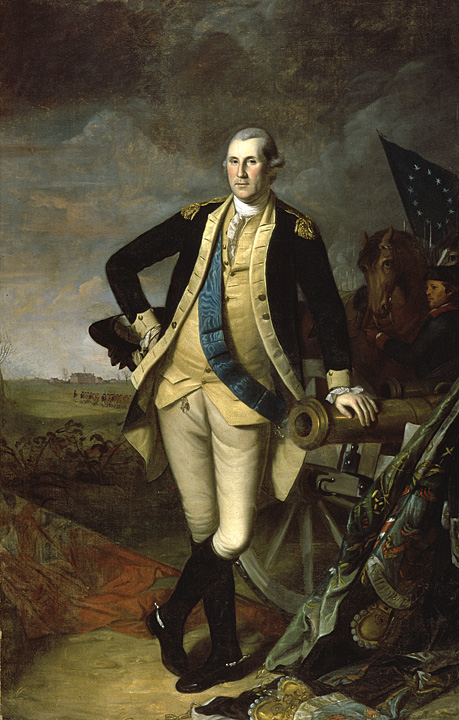
George Washington a Princeton (1779)
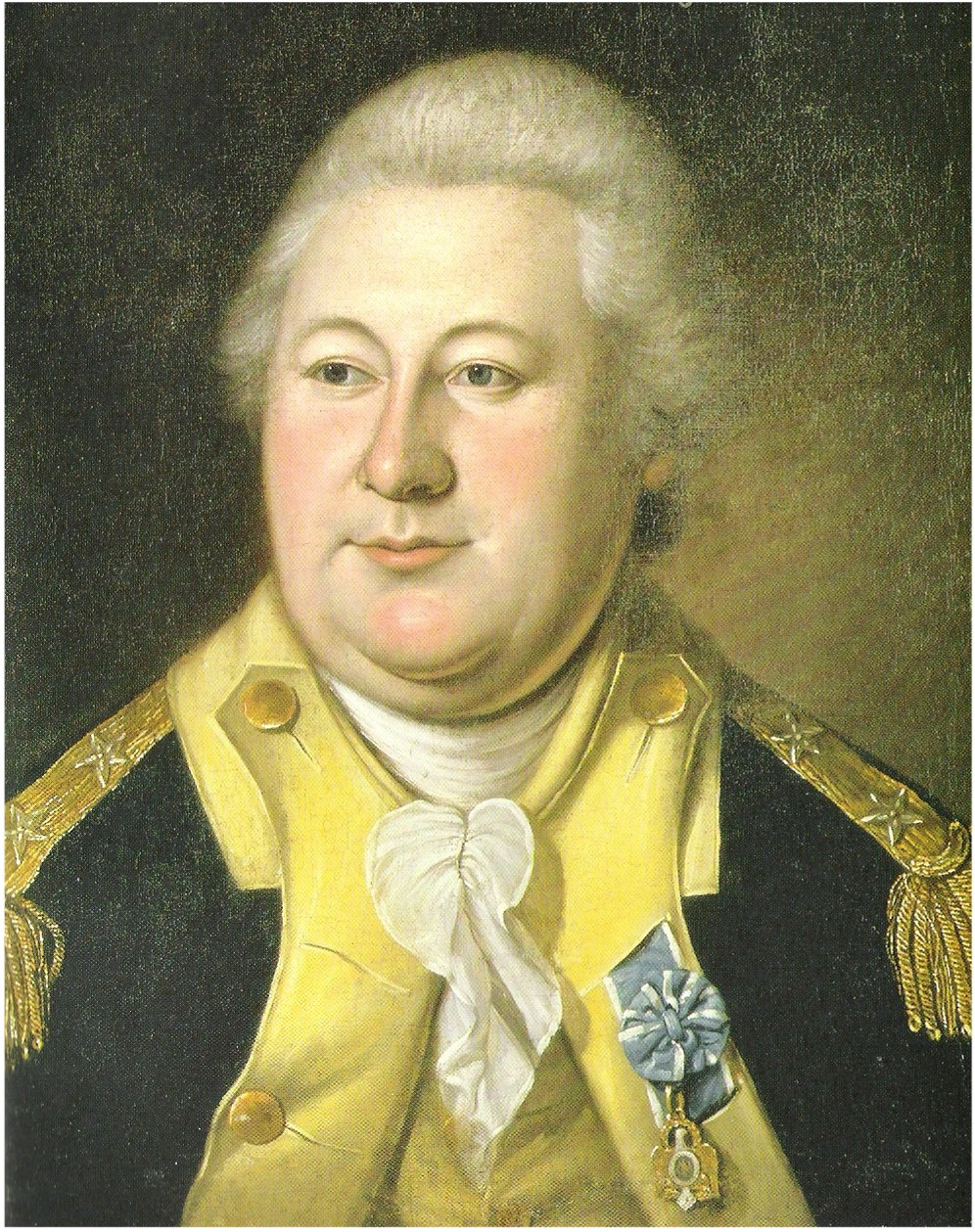
Henry Knox (1784)
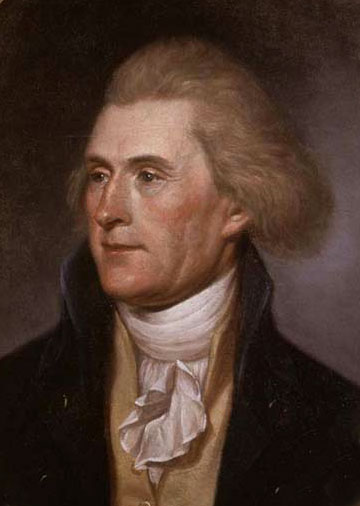
Thomas Jefferson (1791)
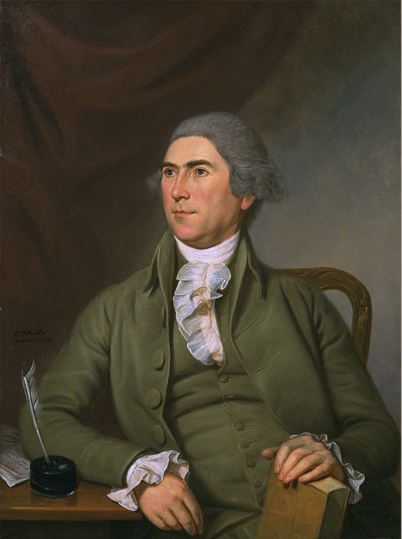
Charles Pettit (1792)
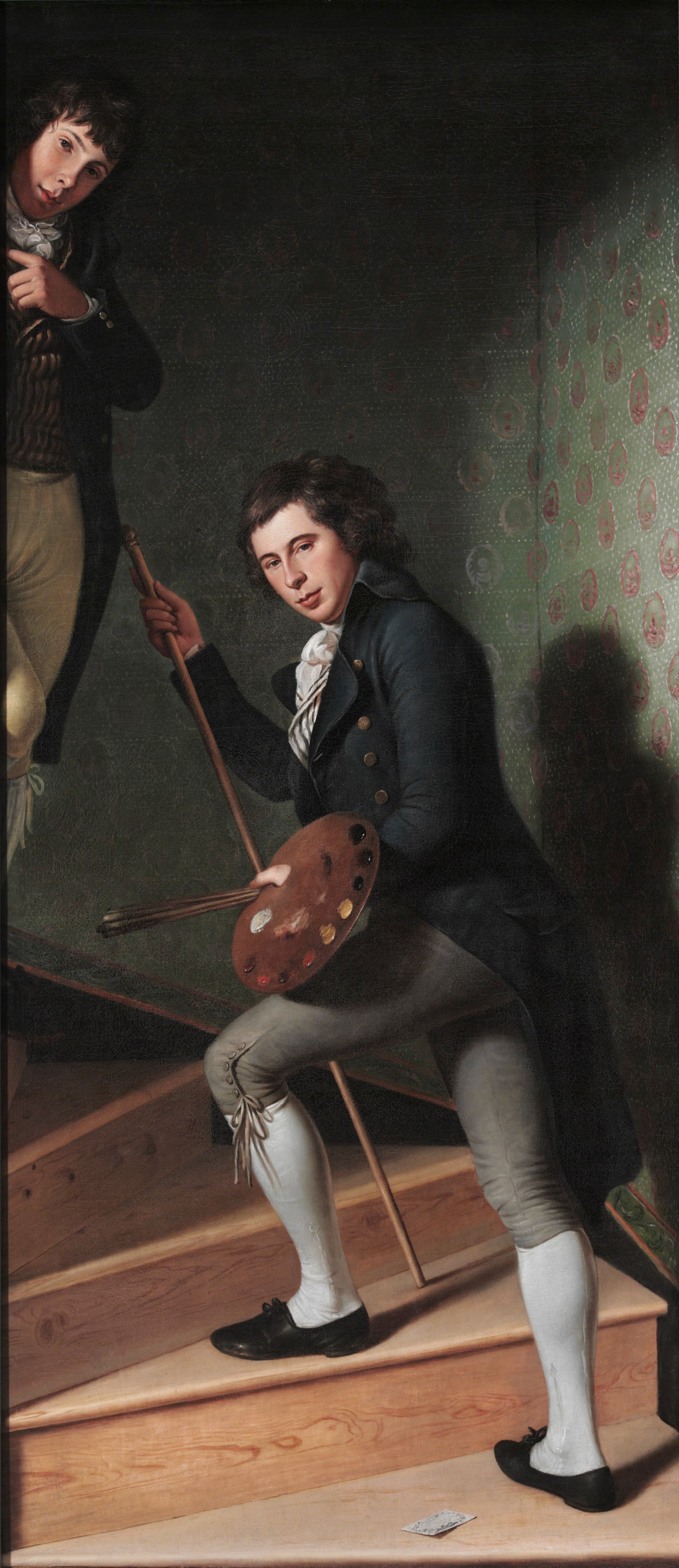
Il gruppo alle scale (Ritratto di Raphaelle Peale e Titian Ramsay Peale) (1795)
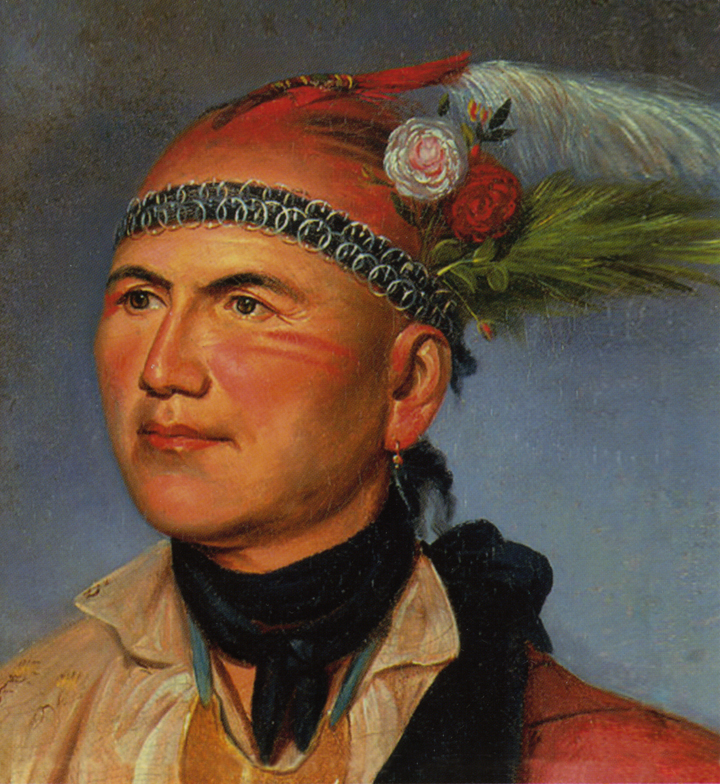
Ritratto di Joseph Brant (1797)
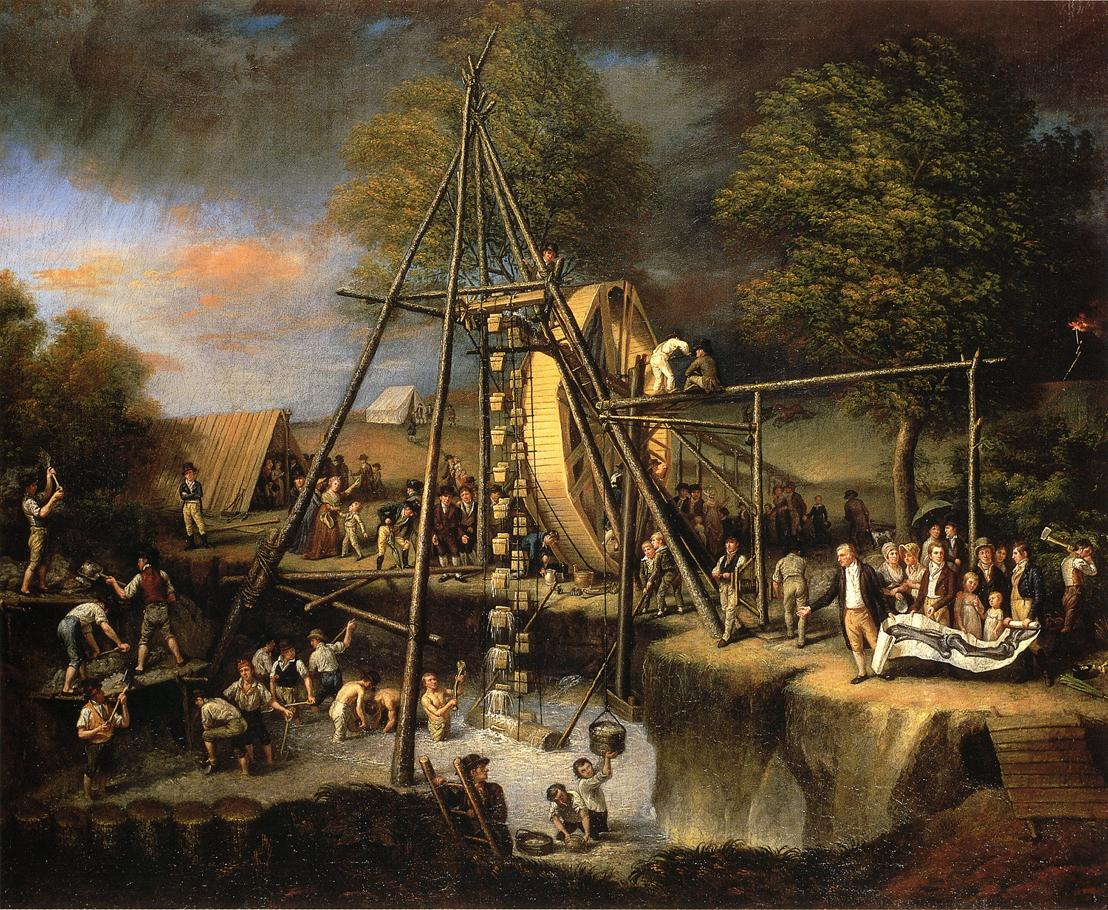
The Exhumation of the Mastadon (1806)
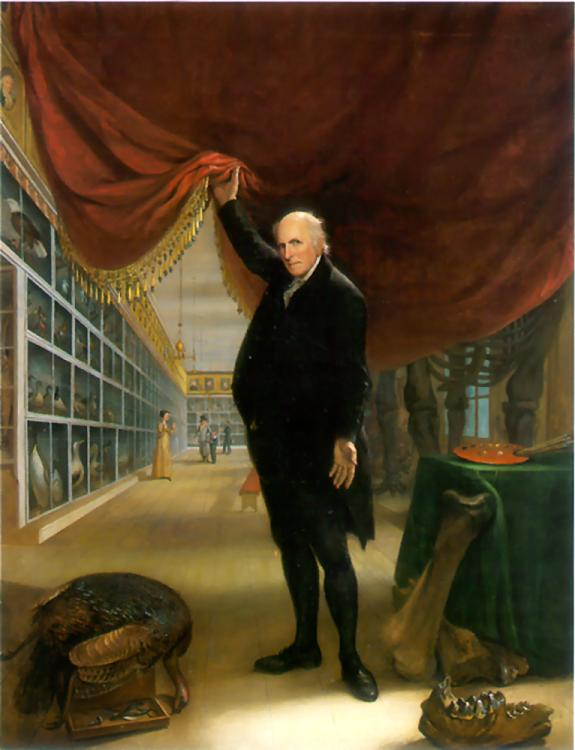
L'artista nel suo museo (1822)